# Chakalal
Chakalal o Chac-hal-al es un pequeño sitio arqueológico de ruinas mayas ubicado en la costa del caribe al noreste de la Península de Yucatán en el estado de Quintana Roo, México, el cual consta de un adoratorio principal frente a una pequeña caleta que da acceso al mar.

## Ubicación
El antiguo pueblo de pescadores (caleta) Chakalal está ubicado en una pequeña bahía del Mar Caribe frente a la isla de Cozumel, a unos 25 kilómetros (distancia en automóvil) al sur de Playa del Carmen o a unos 10 kilómetros al norte de las ruinas mayas de Xel Há . El CF307 pasa Chakalal a unos 500 metros. El conocido sitio maya de Tulum se encuentra a unos 50 kilómetros al suroeste.

## Sitio de la ruina
Esta pequeña ruina en realidad consiste solo a un nivel del suelo: i. h no elevado por una base piramidal - edificio de estilo Puuc temprano que podría haber sido tanto templo como un 'palacio' arquitectónicamente. La parte inferior del edificio está recubierta con capas de yeso de cal tanto por dentro como por fuera, está completamente sin decorar. La parte superior sobresale ligeramente hacia el exterior y está delimitada por dos cornisas horizontales. El edificio tiene una sola habitación casi sin ventanas cubierta con una bóveda en voladizo, la cual -como en casi todas las edificaciones de las culturas mesoamericanas- se ilumina y ventila exclusivamente a través de la puerta. En el interior del edificio quedan escasos restos de pinturas de colores, lo que sería bastante inusual para un edificio palaciego, pero no se puede descartar por completo (cf. Chacmultún).

## Fechado
La construcción esta casi a nivel del suelo y el diseño exterior del edificio esta completamente sin adornos. Tiene una datación temprana (alrededor de 500 norte. a. C.) probablemente, lo que lo convierte en uno de los edificios de estilo Puuc más antiguos que se conservan. Las pinturas del interior del edificio pueden haber sido añadidos posteriores.